# Лоньон, Оскар
Оскар Лоньон (фр. Oscar Lognon; род. 20 декабря 1975, Сен-Люмин-де-Клиссон) — французский и кот-д’ивуарский шашист. Международный мастер. Чемпион Франции в классической программе (2005) и в semi-rapides (2009), вице-чемпион 2010. Участник чемпионатов мира 2013 (6 место в полуфинале), 2017 (17 место в полуфинале) и 2021 (8 место в полуфинале) годов и двух командных чемпионатов мира в составе сборной Франции (2005, 2006). Выступил на Всемирных Интеллектуальных играх 2008. Семикратный чемпион Нанта.
Выступает за Damier Nantais.
FMJD-Id:10450
Дебютировал в 10 лет.